# العمل الاجتماعي المدرسي في المجر
يهدف العمل الاجتماعي المدرسي في المجر إلى تقديم الخدمات للأطفال وأسرهم لضمان حصولهم على فرصة لإكمال تعليمهم. تتركز المساعدات بشكل خاص على المناطق الفقيرة ذات النسب العالية من الأطفال والشباب المعرضين للخطر.

## نبذة تاريخية
اتُخذت أولى الخطوات حيال العمل الاجتماعي المدرسي في المجر بعد الحرب العالمية الأولى، عندما بدأت ممرضات المدارس (يشير إليهن إيموك بانياي كممرضات الصليب الأخضر) بالعمل في المدارس في أواخر الثلاثينيات. على غرار الأخصائي الاجتماعي في الوقت الحالي، فقد واصلوا العمل في الحالات الفردية وقدموا المساعدة للأسر في الميدان وفي المدارس. كانت الممرضات حاصلات على شهادة جامعية أو كلية في التعليم وكن تابعات لطاقم عمل المدرسة، مع تحديد نطاق واجباتهن وفقًا لاحتياجاتها. قدمت الممرضات خدمات رعاية الأسرة بشكل رئيسي للعائلات المقيمة في الأحياء الفقيرة في بودابست لمنع الفشل الأكاديمي والتسرب المدرسي.
بعد الحرب العالمية الثانية، أعلنت النخبة السياسية المجرية أن التعليم هو الشرط الأساسي لرعاية الأطفال. أول تغيير كبير في مجال رعاية الأطفال كان قد حدث في عام 1964، عندما عُيّن المعلمون العاملون في مجال رعاية الأطفال في رياض الأطفال والمدارس في بودابست. ظهرت عناصر مماثلة لتلك الموجودة في عمل الأخصائيين الاجتماعيين في المدارس في نطاق أنشطة الأخصائيين في رعاية الأسرة العاملين في الخدمات الاستشارية التعليمية، والتي بدأت في عام 1967. في عام 1975، تم تعيين مشرفين على رعاية الأطفال لتقديم المشورة للعاملين بنفس المجال في المدارس. حيث عُمل بمثل هذا الإشراف في مجال رعاية الأطفال حتى عام 1985.
طوّر موظفو مراكز رعاية الأسرة، التي تأسست في منتصف الثمانينيات، هوية أخصائية اجتماعية واعدة. حيث أجروا اتصالات منتظمة مع المدارس المحلية ورياض الأطفال، وقدموا خدمات مختلفة للأطفال وللآباء وللمعلمين. كنوع من أنواع رعاية الشباب، كان يُعمل بما يسمى بنظام الرعاية بعد الظهيرة في سبعينيات وثمانينيات القرن الماضي مع وجود عناصر مشابهة للعمل الاجتماعي الحالي.
شكلت التغيرات الاجتماعية والاقتصادية التي حدثت في أواخر الثمانينيات وما ترتب عليها من زيادة في معدل البطالة، وإفقار بعض الفئات الاجتماعية بشكل كبير وتجريدهم من طبقتهم الاجتماعية، والتغيرات في المعايير والقيم الاجتماعية، وما ارتبط بها من ظهور للسلوك المنحرف تحديًا للمدارس. إذ أصبح من الواضح أن هذه المشاكل المفاجئة والمنتشرة بكثرة تمنع المدارس من أداء مهامها الأساسية، ولا يمكن معالجتها بواسطة الأدوات التعليمية التقليدية. لم يكن لدى العاملون في مجال حماية الأطفال، الذين شُغلت مناصبهم من قبل المعلمين، المؤهلات أو الوقت اللازم لتدبير الحالات المعقدة. لكن في النهاية، أعلنت المدارس مطالبتها بتوظيف مختصين يقدمون خدمات اجتماعية للتلاميذ وللآباء وللموظفين.

## قرارات التسعينيات
في إطار حل المشكلات التي نشأت، طورت ثلاث مفاهيم أساسية في أوائل التسعينات وتشمل: تعيين عمال لرعاية الأطفال بدوام كامل وجزئي، مدارس متخصصة في المناطق المحرومة والتي تضم أعدادًا كبيرة من الأطفال المعرضين للخطر، وفرق من الأخصائيين الاجتماعيين الموجودين في مراكز رعاية الأطفال المحلية.

### تعيين معلمين مهمتهم رعاية الأطفال

#### توظيف عمال رعاية الأطفال
سعت إدارة بعض المدارس إلى تعزيز خدمة رعاية الأطفال وذلك من خلال تفريغ أيام العمل جزئيًا أو كليًا للمعلمين الراغبين والمناسبين لمهمة مساعدة الأطفال المضطربين وأسرهم. حيث أن المعلمين الذين يتم تعيينهم على هذا النحو عادةً لايتمتعون بالمؤهلات المناسبة، كما أنهم لم يكونوا مجهزين بما يكفي (من غرفة مقابلة وهاتف وإشراف). بما أنه من المتوقع أن يتصرفوا وفقًا لمصالح المدرسة التي توظفهم، كان من الصعب عليهم التحيز للأطفال وأسرهم ضد إدارة المدرسة. غالبًا ما كان زملائهم يغمرونهم بمشاعر الإحباط والمطالب غير المعقولة، وكثيرًا ما تم استدعائهم للعمل في أيام إجازتهم كمدرسين بديلين.

#### توظيف عمال رعاية الأطفال المستقلين
لتحسين النموذج المذكور في الأعلى، فُصل عمال رعاية الأطفال من المدارس في أوائل التسعينيات ووُظفوا من قِبل مجلس الخدمات التعليمية في المقاطعات الخامسة عشر والسادسة عشر في العاصمة بودابست. تم تعيينهم والإشراف عليهم من قِبل الإدارة التعليمية في الحكومة المحلية. حيث أنهى هذا بدوره تعارض الولاءات لكنه استمر في استخدام الوسائل التعليمية والنهج التربوي. تعرض هذا النموذج للانتقاد لأنه واصل توظيف الأشخاص الذين كانوا مدرسين عن طريق التدريب، بدلًا من الأخصائيين الاجتماعيين؛ وكموظف حكومي لم يستطع الأخصائي الاجتماعي في المدرسة الوقوف ضد إدارة المدارس الحكومية.
على الرغم من هذه المشاكل، ظل توظيف العاملين في مجال رعاية الأطفال ممارسة معتادة في المدارس.

### العمل الاجتماعي المدرسي الداخلي
سعت المدارس البديلة والتي أُنشئت في أوائل التسعينيات لتوفير العلم الذي يلبي الاحتياجات الفردية للأطفال القادمين من خلفيات اجتماعية محرومة وغير القادرين على ارتياد مدرسة تقليدية. في هذه المدارس، يتداخل العمل التربوي والاجتماعي؛ إذ يتطلب المفهوم التربوي من الموظفين الاستفادة من الخبرة الاجتماعية في العمل التربوي. ويُعزى نجاح هذا النموذج إلى وعي الموظفين بمعالجة المشكلات التي يواجهها التلاميذ خارج المدرسة واتخاذ الموقف الداعم لهم. على الرغم من مواجهة بعض القضايا المتماثلة والمتعلقة بتعارض المصالح، فإن هذه المدارس واصلت توظيف الأخصائيين الاجتماعيين فيها حتى عندما توقفت المدارس التقليدية عن تقديم خدماتها. حيث كلًا من الحاجة بين التلاميذ والمهمة الأكاديمية للمدارس البديلة شرّعت دور الأخصائي الاجتماعي في المدرسة.

### العمل الاجتماعي المدرسي الخارجي
اعترافًا بالدور المهم الذي تلعبه المدارس في مجال رعاية الأطفال والشباب، شُكلت أولى فرق العمل الاجتماعي المدرسي في المجر في أوائل التسعينيات، إذ وُفرت الخدمات الاجتماعية المقدمة من خبراء خارجيين في العديد من المدارس في نفس الوقت. على أساس هذا العمل الذي أُطلق في خريف عام 1991، من مركز محلي لرعاية الأطفال إلى مدرسة في المقاطعة السابعة في العاصمة بودابست، حيث شُكل فريق بمساعدة الحكومة المحلية في عام 1992. في المنطقة الثامنة، كان هناك أيضًا مركزًا لرعاية الأطفال الذي أرسل بدوره أخصائي اجتماعي مدرسي إلى مدرسة محلية. في عام 1993، بدأت مجموعة رعاية الأطفال بتقديم خدماتها في المقاطعة الحادية عشر. في البداية، كانت المجموعة تتبع لمركز الخدمات التعليمية، وحُولت فيما بعد إلى مركز رعاية الأطفال (بانياي 2009، مولنر 2009، ميهيلي 1991). وقد تميز هؤلاء عن العاملين المستقلين في مجال رعاية الأطفال التابع للإدارة التعليمية في الحكومة المحلية.